# تشال قلعة (بيش كوه زلاغي)
تشال قلعة (بالفارسية: چال قلعه) هي قرية تقع في إيران في قسم بیش کوه زلاغي الریفي. يقدر عدد سكانها بـ 40 نسمة بحسب إحصاء 2016.